# Dufourea glaboabdominalis
Dufourea glaboabdominalis är en biart som först beskrevs av Wu 1986.  Dufourea glaboabdominalis ingår i släktet solbin, och familjen vägbin. Inga underarter finns listade i Catalogue of Life.